# 모르텐 그렌
모르텐 그렌(덴마크어: Morten Green, 1981년 4월 24일~)은 덴마크의 전직 아이스하키 선수로 현역 시절 포지션은 센터와 레프트윙이다. 덴마크 리그의 룽스테드 IK 소속으로 프로 선수 경력을 시작했으며 스웨덴의 엘리트세리엔과 독일의 도이체 아이스하키 리가 소속 아이스하키 클럽에서 활동했다.
그는 1998년부터 2017년까지 덴마크 아이스하키 국가대표팀의 일원으로 활동했으며 세계 아이스하키 선수권 대회에 19회 출전했다. 그는 국가대표팀 소속으로 316경기 출전하여 덴마크 대표팀 최다 출전 경기 기록을 보유하고 있다.

## 수상
- 덴마크 컵 우승(2016-17)